# Dick Spring

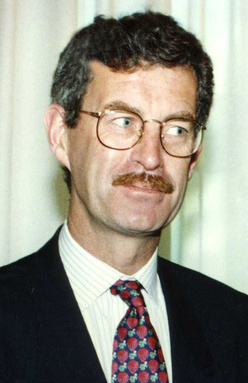
Dick Spring, 1995

Richard „Dick“ Spring (irisch: Risteard Mac An Earraigh; * 29. August 1950 in Tralee, County Kerry) ist ein irischer Politiker der Irish Labour Party.

## Berufliche und sportliche Laufbahn
Nach dem Studium der Rechtswissenschaften am King‘s Inn war er einige Zeit als Barrister tätig. Heute ist Spring internationaler Rechtsberater einer Anwaltskanzlei in Washington, D.C. sowie Vorstandsmitglied einer Kommunikationsgesellschaft.
Darüber hinaus war er in den 1970er-Jahren Rugbyspieler bei Munster Rugby und London Irish. 1979 war er Mitglied der irischen Rugby-Union-Nationalmannschaft.

## Politische Laufbahn

### Abgeordneter
Spring begann seine politische Laufbahn 1981 mit der Wahl zum Abgeordneten des Unterhauses (Dáil Éireann). Dort vertrat er bis 2002 die Interessen der Irish Labour Party des Wahlkreises Kerry North. In diesem Wahlkreis wurde er Nachfolger seines Vaters Dan Spring, der seit 1943 Abgeordneter war. Zugleich war er in der Koalitionsregierung der Fine Gael und Labour Party unter Premierminister Garret FitzGerald vom 30. Juni 1981 bis zum 9. März 1982 Staatsminister mit besonderer Verantwortung für die Justizreform.

### Vorsitzender der Labour Party und Mehrheitsbeschaffer
Bereits 1982 wurde Spring Vorsitzender der Labour Party und bildete im Dezember zusammen mit der Fine Gael eine Koalitionsregierung. Im Kabinett von Garret FitzGerald war er stellvertretender Premierminister (Tánaiste) sowie zunächst Umweltminister (1982 bis 1983) und später Energieminister (1983 bis 1987). In dieser Funktion war er 1984 Vorsitzender des Rates der Energieminister der Europäischen Gemeinschaften (EG). Am 20. Januar 1987 verließ die Labour Party wegen der Haushaltskrise jedoch die Koalitionsregierung. In der anschließenden Wahl zum Unterhaus unterlag die Fine Gael der Fianna Fáil, und auch Spring selbst zog nur knapp mit einem Vorsprung von vier Stimmen wieder in das Parlament ein.
Bei der Parlamentswahl von 1992 konnte die Labour Party ihre Sitze von 15 auf 33 mehr als verdoppeln. Januar 1993 bildete die Labour Party mit der Fianna Fáil eine Koalitionsregierung, und Premierminister Albert Reynolds berief Spring erneut zum Tánaiste und zugleich zum irischen Außenminister. Nach einer Meinungsverschiedenheit mit Reynolds bezüglich der Nominierung des Präsidenten des Obersten Gerichts verließ Spring mit seiner Labour Party im November 1994 die Koalitionsregierung.
Ohne eine neuerliche Parlamentswahl bildete die Labour Party nun mit der Fine Gael und der Democratic Left eine Koalitionsregierung. Der neue Premierminister John Bruton berief Spring im Dezember 1994 zum stellvertretenden Premierminister und Außenminister. In dieser Funktion war er im zweiten Halbjahr 1996 auch Präsident des Rats der Europäischen Union.
Während seiner Amtszeit als Außenminister war Spring an mehreren Verhandlungen zur Lösung des Nordirlandkonflikts beteiligt. Am 15. Dezember 1993 begleitete er Premierminister Reynolds zur Unterzeichnung der Downing Street Declaration beim britischen Premierminister John Major. Daneben war er 1993 bis 1997 Vizevorsitzender der irisch-britischen Regierungskonferenzen. Schließlich leitete er die irische Delegation zur Aushandlung des Karfreitagsabkommens, das allerdings erst am 15. April 1998 unterzeichnet wurde.

### Rücktritt als Parteivorsitzender und Verlust des Parlamentssitzes
Bei der Parlamentswahl am 26. Juni 1997 büßte die Labour Party allerdings fast die Hälfte ihrer fünf Jahre zuvor gewonnenen 33 Sitze wieder ein und war im Parlament nur noch mit 17 Abgeordneten (Teachta Dála) vertreten. Nachdem auch der Kandidat der Labour Party bei der Präsidentschaftswahl 1997 nur den vierten Platz unter fünf Bewerbern errungen hatte, trat Spring als Vorsitzender der Labour Party zurück.
Bei der Parlamentswahl 2002 verlor Spring schließlich selbst sein Mandat im Dáil Éireann gegen den Wahlkreiskandidaten der Sinn Féin.

## Biographische Quellen und Hintergrundinformationen
- Biographie auf der Homepage der UN
- Biographische Notizen als Rugby-Spieler

| Personendaten    | Personendaten                                  |
| ---------------- | ---------------------------------------------- |
| NAME             | Spring, Dick                                   |
| ALTERNATIVNAMEN  | Risteard Mac An Earraigh; Spring, Richard      |
| KURZBESCHREIBUNG | irischer Politiker, Minister, Jurist, Sportler |
| GEBURTSDATUM     | 29. August 1950                                |
| GEBURTSORT       | Tralee                                         |